# Bissone
Bissone est une commune suisse du canton du Tessin.

Vue aérienne (1963).

## Personnalités nées à Bissone
- Francesco Borromini (1599-1667), architecte et sculpteur.
- Bernardo Falcone (vers 1620-1696 à Bissone), sculpteur.